# Partido por una Vida Libre en Kurdistán
Partido por una Vida Libre en Kurdistán (en kurdo: پارتی ژیانی ئازادی کوردستان, Partiya Jiyana Azad a Kurdistanê) (PJAK), es una organización política-paramilitar kurda del Kurdistán iraní.
Está afiliado a la Confederación de los Pueblos del Kurdistán, Koma Civakên Kurdistanê, una alianza de varios partidos políticos kurdos inspirados por el antiguo Partido de los Trabajadores del Kurdistán. El partido apoya al líder kurdo Abdullah Öcalan, encarcelado en Turquía, a quien consideran como un líder político secuestrado y retenido como rehén. El líder de la organización es Haji Ahmadi. Se cree que la mitad de los miembros del grupo son mujeres, muchas menores de 20 años, y entre ellas la graduada en psicología por la Universidad de Teherán, Gulistan Dugan; las mujeres apoyan al grupo porque este defiende la igualdad de género. La organización está activa también en Turquía y en Siria, y actúa desde bases en Irak de forma excepcional. 

## Historia
El grupo se fundó en 2004, se cree que en 2005 mató a unos 120 policías iraníes. Después de la matanza de 10 kurdos que se manifestaban en el condado de Maku, Provincia de Azerbaiyán Occidental, por parte de las fuerzas de seguridad iraníes, el PJAK respondió matando a 24 miembros de estas fuerzas el 3 de abril de 2006. El 10 de abril siete miembros del partido fueron  detenidos. El 8 de mayo de 2006 una serie de bombas estallaron en Kermanshah en un edificio del gobierno iraní. En la frontera los enfrentamientos son frecuentes. En agosto de 2007 destruyeron un helicóptero militar iraní. El 24 de abril de 2009, un grupo armado del PJAK atacaba una comisaría de policía en Kermanshah y mataba a 18 policías; algunos atacantes también murieron; una semana después, en revancha, Irán bombardeó Panjwin en Irak, pero el PJAK supuestamente no tiene bases militares en esa región.
Al llegar a la presidencia Barack Obama, el PJAK fue declarado como organización terrorista. Su jefe Abdul Rahman Haji Ahmadi fue arrestado en marzo de 2010 en Alemania, pero fue liberado a las pocas horas. La petición de extradición de Ahmadi pedida por Irán fue rechazada, puesto que Ahmadi era ciudadano alemán.

## Políticas
Los miembros del PKK del Kurdistán iraní fundaron el PJAK en 2004 como un equivalente iraní a su insurgencia nacionalista de izquierda contra el gobierno turco.  Se supone que el líder actual de la organización es Abdul Rahman Haji Ahmadi, de quien se dice que reside en Alemania. Según el Washington Times, la mitad de los miembros del PJAK son mujeres, muchas de ellas todavía adolescentes. El grupo recluta activamente mujeres guerrilleras y afirma que sus "combatientes más crueles y feroces" son mujeres atraídas por el "feminismo radical" del movimiento.
El PJAK es miembro de la Unión de Comunidades de Kurdistán o KCK (en kurdo: Koma Civakên Kurdistan), que es una alianza de grupos y divisiones kurdos dirigida por un Consejo Ejecutivo electo. La KCK está a cargo de una serie de decisiones y, a menudo, publica comunicados de prensa en nombre de sus miembros.
El PJAK también tiene subdivisiones:
- Ala armada - Unidades del Kurdistán Oriental (en kurdo: Yekîneyên Rojhilatê Kurdistán, YRK), anteriormente conocidas como las Fuerzas del Kurdistán Oriental (en kurdo: Hêzên Rojhilatê Kurdistán, HRK)
- Ala armada de mujeres - Fuerzas de Defensa de Mujeres (en kurdo: Hêzên Parastina Jinê, HPJ), dirigida por Gulistan Dogan. Rama juvenil y estudiantil

Según el New York Times, el PJAK y el PKK "parecen ser en gran medida uno y el mismo, y comparten el mismo objetivo: luchar en campañas para ganar nueva autonomía y derechos para los kurdos. La única diferencia es que el PJAK lucha en Irán y el PKK luchan en Turquía. Comparten liderazgo, logística y lealtad a Abdullah Ocalan, el líder del PKK actualmente encarcelado en Turquía".
El liderazgo del PJAK afirma que los objetivos del grupo se centran principalmente en reemplazar la teocracia de Irán con un gobierno federal y democrático que acepte la autonomía de las minorías étnicas en Irán.

## Designación como organización terrorista
Los siguientes países han incluido a PJAK como una organización terrorista.
| Irán           | [ 5 ] |
| Japón          | [ 6 ] |
| Turquía        | [ 7 ] |
| Estados Unidos | [ 8 ] |